# Citywalls
Citywalls (пер. с англ. — «городские стены», по-русски произносится: Си́тиволлс) — российский общественный сайт-каталог, посвящённый архитектуре Санкт-Петербурга и его многочисленных пригородов, в состав которых включены следующие населённые единицы: Александровская, Горелово, Дудергоф, Дюны, Зеленогорск, Колпино, Комарово, Красное Село, Кронштадт, Лахта, Левашово, Лисий Нос, Ломоносов, Мартышкино, Металлострой, Озерки, Ольгино, Павловск, Парголово, Песочный, Петергоф, Пушкин, Сергиево, Сертолово, Сестрорецк, Солнечное, Старо-Паново, Стрельна, Тярлево, Усть-Ижора, Ушково и так далее.

## Организация сайта
Главные отделы: «Улицы», «Архитекторы», «Стили», «Исторический период», а также отделы «Главная», «Форум», «Фотовикторина», «Журнал» (Публицистика, проза, поэзия, вернисаж, фотообзоры), «Контакты», «Моя страница».

### Улицы
Единый каталог улиц города в алфавитном порядке, часть содержания которого администрация сайта параллельно сгруппировала в следующие категории: «Театры и кинотеатры», «Музеи и выставки», «Учебные заведения», «Медицинские учреждения», «Культовые здания», «Городское хозяйство», «Промышленность», «Военные здания», «Утраченное», «Памятники архитектуры», «Другое».

### Архитекторы
Алфавитный перечень архитекторов, включающий архитектурные бюро и мастерские.

### Стили
Представлены следующие архитектурные стили: Готика, Барокко, Классицизм, Эклектика, Модерн, Кирпичный, Неорусский, Византийский, Неоклассицизм, Неоренессанс, Псевдоготика, Необарокко, Ретроспективизм, Конструктивизм, Сталинский неоклассицизм, Рядовая застройка, Современный, Стиль неопределён.

### Исторический период
- XVIII век: начало (1700—1734), середина (1735—1769), конец (1770—1799);
- XIX век: начало (1800—1834), середина (1835—1869), конец (1870—1899);
- XX век: начало (1900—1934), середина (1935—1969), конец (1970—1999);
- XXI век: начало (2000— …);

### Форум сайта
Имеет развитую структуру и разделён администрацией сайта на три больших раздела: «Город Санкт-Петербург», «Общие форумы» и «Сайт Citywalls.ru». Первые два указанных раздела делятся на подразделы:
- Город Санкт-Петербург
  - Архитектура Санкт-Петербурга (обсуждение архитектурных тем)
    - Городская коллекция

  - Жизнь в Санкт-Петербурге (обсуждение тем, непосредственно связанных с городом)
  - Пригороды Санкт-Петербурга (обсуждение тем, связанных с пригородами)
- Общие форумы
  - Общий форум (общий раздел, всё обо всем)
  - Модерн (архитектура эпохи модерна)
  - Туризм (туризм на Северо-Западе и не только)
  - Приколы и юмор (будет весело)

## Описание
Сайт наполняется как администраторами и редакторами сайта, так и его зарегистрированными посетителями, то есть каждый может стать автором новой статьи. Публикация новых материалов происходит после премодерации. Обычные зарегистрированные посетители наполняют, в основном, раздел «Улицы», а также могут участвовать в разделах «Форум», «Фотовикторина».
Каждая статья раздела «Улицы» рассказывает о конкретном доме и содержит фрагмент электронной карты с указателем расположения здания, историю здания, информацию об архитекторах, стиле постройки, фотографии. Любой зарегистрированный пользователь сайта после опубликования своей статьи при необходимости может редактировать её. Также допускается комментирование статей других пользователей сайта. Комментарии могут содержать текст и/или изображения (например, фотографии).
На Форуме пользователь может общаться, дискутировать в уже созданных темах или создать свою собственную. Интересен подфорум «Городская коллекция», где пользователи создали и наполнили фотографиями следующие темы: «Орнаменты петербургских лестниц», «Старинные печи и камины», «Витражи Петербурга», «Лепной декор в парадных», «Мебель Петербургских квартир, особняков, дач», «Ворота Санкт-Петербурга» и т. д.
В 2012 году интернет-сайт «Citywalls: архитектурный сайт Петербурга» награждён Анциферовским дипломом в номинации (она появилась впервые) «За лучший интернет-ресурс по истории Петербурга». По мнению авторов соответствующей статьи газеты «Санкт-Петербургские ведомости», «В мире исследователей города это считается высшим знаком признания».
На 20 марта 2015 года на сайте представлены 2129 улиц, 3115 архитекторов и 23 533 публикации; на Форуме 984 темы и 41 814 сообщений. На 9 августа 2017 года — 2300 улиц, 3368 архитекторов и 25 906 публикаций. На 6 января 2023 года — 2634 улицы, 3869 архитекторов и 30 680 публикаций, зарегистрировано 16542 участника.
В конце января 2021 года сайт, посещаемость которого составляла 125 тысяч человек в месяц, подвергся хакерской атаке и был недоступен более недели.

## Лицензия
Материалы сайта распространяются под несвободной лицензией, которая допускает:
- коммерческое и некоммерческое использование;
- коммерческое использование материалов сайта Citywalls.ru допускается при обязательном предварительном получении письменного (возможно в электронном виде) разрешения администрации;
- некоммерческое использование допускает цитирование не более 400 символов (без учёта пробелов и знаков препинания) текста публикации (добавлено 03.03.2013);
- при использовании текста необходима прямая нескриптовая ссылка на сайт.